# 毛泽东雕像 (成都)
成都毛泽东雕像坐落在中华人民共和国四川省成都市天府广场，面向正南方的人民南路，高30米，以毛泽东身穿大衣，右手往前挥手，左手握拳放在背后的形象雕塑，于1969年建成。
修建雕像前，此处原本是蜀王府的一部分。文化大革命爆发后，1967年5月，“四川省革命委员会筹备小组”和各群众组织决定拆毁老皇城，修造“万岁馆”（今四川科技馆）。1967年6月6日，由成都军区副司令员李文清代表张国华、梁兴初等四川领导，主持动土奠基典礼。此后因设计方案一再修改，耗费巨大。1968年5月后，“万岁馆”正式命名为“毛泽东思想胜利万岁展览馆”，成立“万岁馆敬建办公室”专门负责，还不定期出版《工地战报》。据《工地战报》记载，雕像模具用的30吨石膏是从河南调集的。1969年，雕像建成。此后每逢盛大日子，中共四川省委都会令人清洗毛泽东雕像的灰尘。

## 概述
毛泽东雕像的基座高达7.1米，其含义是七月一日是中国共产党的生日；雕像高达12.26米，其含义是毛泽东的生日；基座四面雕刻了7朵葵花，其含义是当时四川省7000万人民拥戴毛泽东，检阅台和周边走道及旁边建筑形成一个“心”字，检阅台正中就是毛泽东雕像，含义是万众一心拥戴毛泽东。